# King's Field
King's Field (キングスフィールド?, Kingusu Fīrudo) è un videogioco di ruolo del 1994 sviluppato e distribuito da FromSoftware. A differenza dei successori il gioco è stato distribuito solo in Giappone, creando diversi problemi con la numerazione dei successivi capitoli della serie.

## Trama
Il Regno di Verdite è caduto nell'oscurità poiché la sua famiglia reale ha iniziato a praticare la magia nera, evocando creature delle tenebre che infestano la superficie. John Alfred dovrà addentrarsi nel cimitero reale, affrontando creature demoniache per poter ristabilire l'ordine e scoprire cosa è successo a suo padre, che anni prima aveva tentato la medesima impresa senza mai fare ritorno.

## Accoglienza
Famitsū ha assegnato al gioco una valutazione di 30/40.